# Douglas Stewart
Douglas Norman Stewart (24 de junio de 1913-25 de julio de 1991) fue un jinete británico que compitió en la modalidad de salto ecuestre. Participó en dos Juegos Olímpicos de Verano en los años 1948 y 1952, obteniendo una medalla de oro en Helsinki 1952 en la prueba por equipos.

## Palmarés internacional
| Juegos Olímpicos | Juegos Olímpicos     | Juegos Olímpicos | Juegos Olímpicos |
| Año              | Lugar                | Medalla          | Categoría        |
| ---------------- | -------------------- | ---------------- | ---------------- |
| 1952             | Helsinki (Finlandia) | Medalla de oro   | Por equipos      |